# Artemide Tauridea

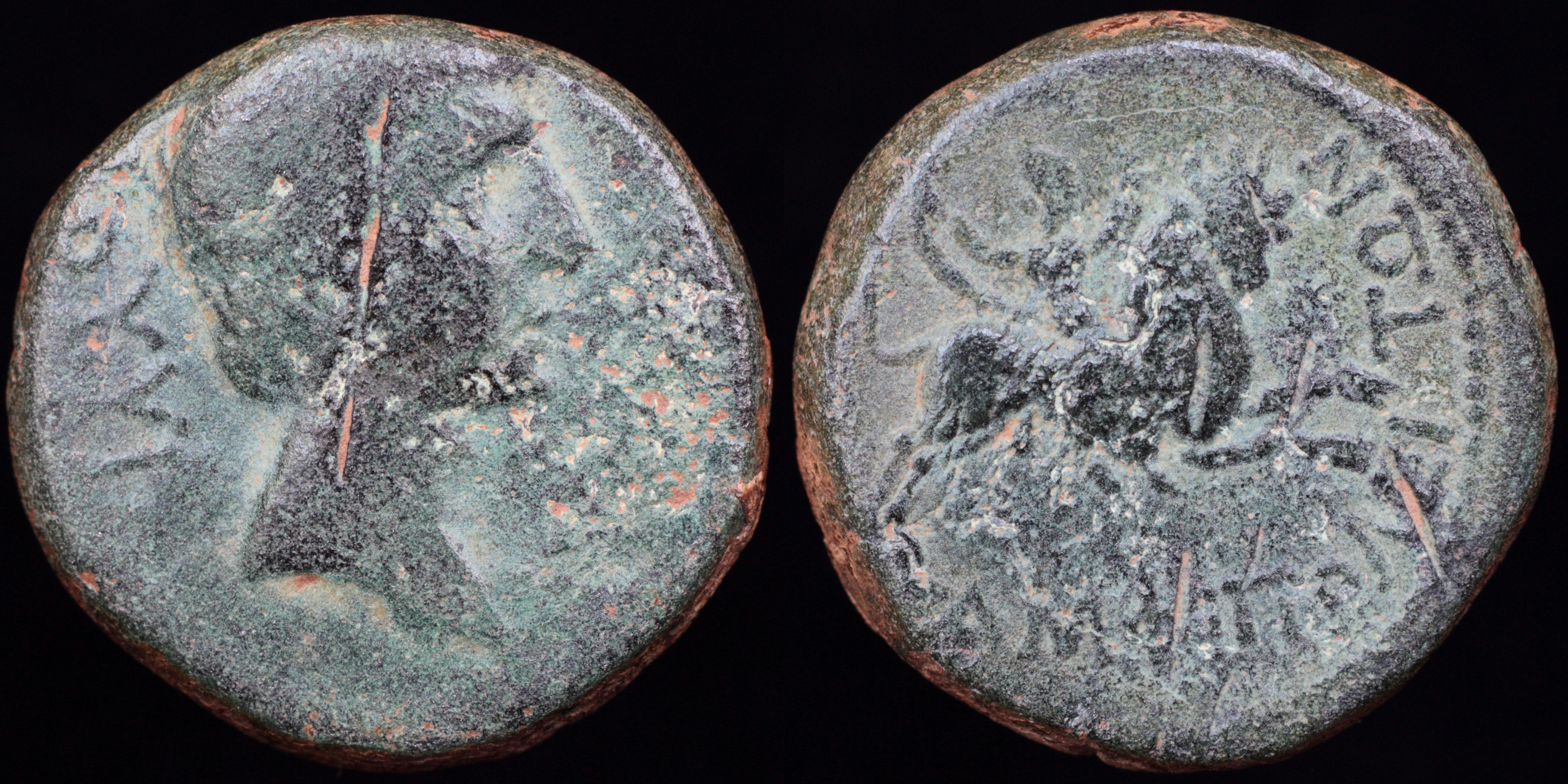
Moneta di bronzo rinvenuta ad Anfipoli e raffigurante sul dritto la testa di Augusto e sul rovescio Artemide Tauridea cavalcando un toro. (31 - 27 a.C.) ref.: RPC 1626

Artemide Tauridea o Artemis Tauropolos era un epiteto della dea Artemide nella mitologia greca. Vi sono varie interpretazioni dell'attributo, infatti può essere visto come:
- Artemide adorata in Tauride,
- Artemide tirata da tiro di buoi,
- Artemide cacciatrice di tori.

Si dice che la statua di Artemide "Tauropolos" nel tempio a lei dedicato in Attica vi fu portata da Ifigenia.
Tauropolia era anche una festa dedicata ad Artemide nell'antica Atene, dove l'adorazione della dea era fortemente influenzata dalla tradizione scitica.